# Long đởm vàng
Long đởm (danh pháp khoa học: Gentiana lutea ) là một loại cây thuộc chi Long đởm, họ Long đởm sinh trưởng tự nhiên ở những vùng núi Trung và Nam Âu Châu và ở Thổ Nhĩ Kỳ. Loài này được Carl Linnaeus mô tả khoa học đầu tiên năm 1753. Nó là một loại cây thuốc đắng, được dùng để làm mạnh hệ thống tiêu hóa yếu hay hoạt động kém. Nó cũng được pha vào rượu làm rượu khai vị, kích thích sự thèm ăn.

## Mô tả

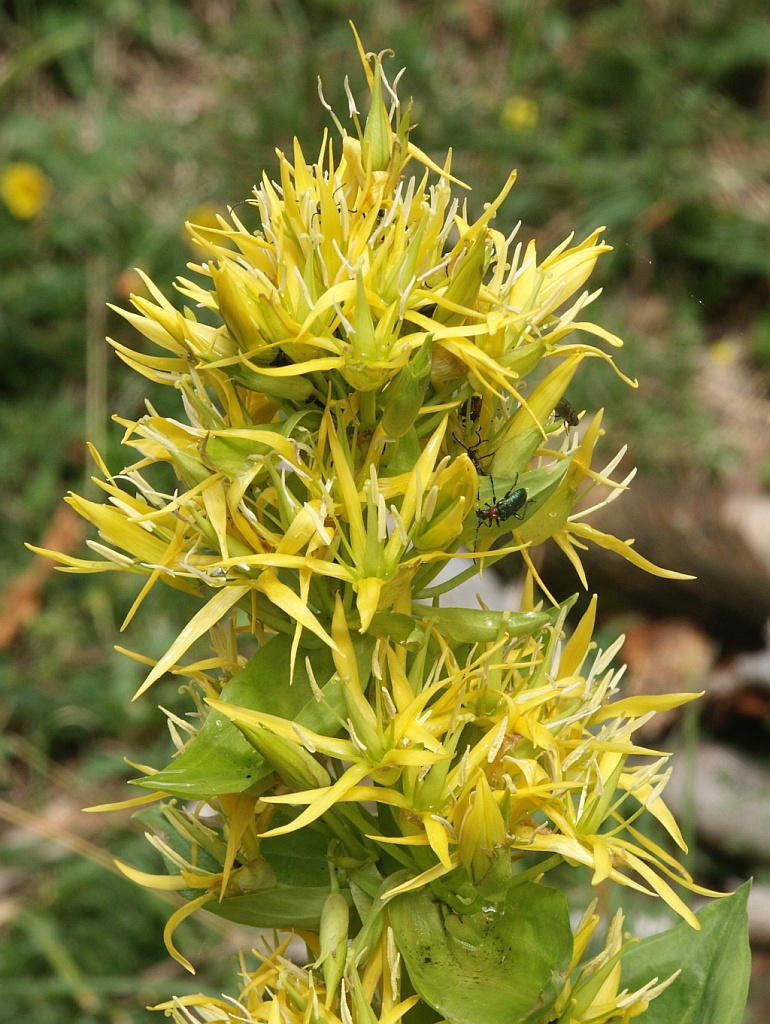
Gentiana lutea

Long đởm vàng là cây thân thảo lâu năm, cao từ 50 tới 200 cm, lá rộng hình mác tới hình elip, 10–30 × 4–12 cm, màu xám xanh, hoa màu vàng với tràng hoa tách rời gần tới đáy tạo thành 5-7 cánh hoa hẹp. Cây này phát triển rất chậm, và có chỉ có hoa khi được 10 tuổi, tuy nhiên có thể già từ 40 đến 60 tuổi. Rễ chính tại các cây già có chiều dài tới 1m và đường kính từ 3 tới 5 cm. Môi trường sống là các bãi cỏ gần núi cao và vùng cỏ núi cao, thường trên đất đá vôi.

## Phân loài và thứ
- G. lutea var. aurantiaca (M.Laínz) M.Laínz, 2002 in 2003 (đồng nghĩa: G. aurantiaca (M.Laínz) Silva Pando, Valdés Berm. & Rodr.Gracia, 2000, G. lutea subsp. aurantiaca M.Laínz, 1982): Tây Ban Nha.
- G. lutea subsp. lutea (đồng nghĩa: Asterias hybrida G.Don, 1837, Coilantha biloba Bercht. & J.Presl, 1824, G. major Bubani, 1897, Lexipyretum luteum Dulac, 1867): Áo, Bồ Đào Nha, Đức, Hy Lạp, các nước thuộc Nam Tư cũ, Pháp (gồm cả đảo Corse), Romania, Tây Ban Nha, Thổ Nhĩ Kỳ, Thụy Sĩ, Ukraina, Ý (gồm cả Sardegna). Du nhập vào Séc, Slovakia.
- G. lutea subsp. montserratii (Vivant ex Greuter) Widler, 1986 (đồng nghĩa: G. montserratii Vivant ex Greuter, 1981, G. lutea var. dilatata A.Bolòs, 1962: Tây Ban Nha.
- G. lutea subsp. symphyandra (Murb.) Hayek, 1930 (đồng nghĩa: G. symphyandra Murb., 1892): Bán đảo Balkan (Albania, Bulgaria, Hy Lạp, Nam Tư), Thổ Nhĩ Kỳ.
- G. lutea subsp. vardjanii Wraber, 1986 (đồng nghĩa: G. vardjanii (Wraber) Landolt, 2010): Nam Tư.

## Khả năng gây nhầm lẫn

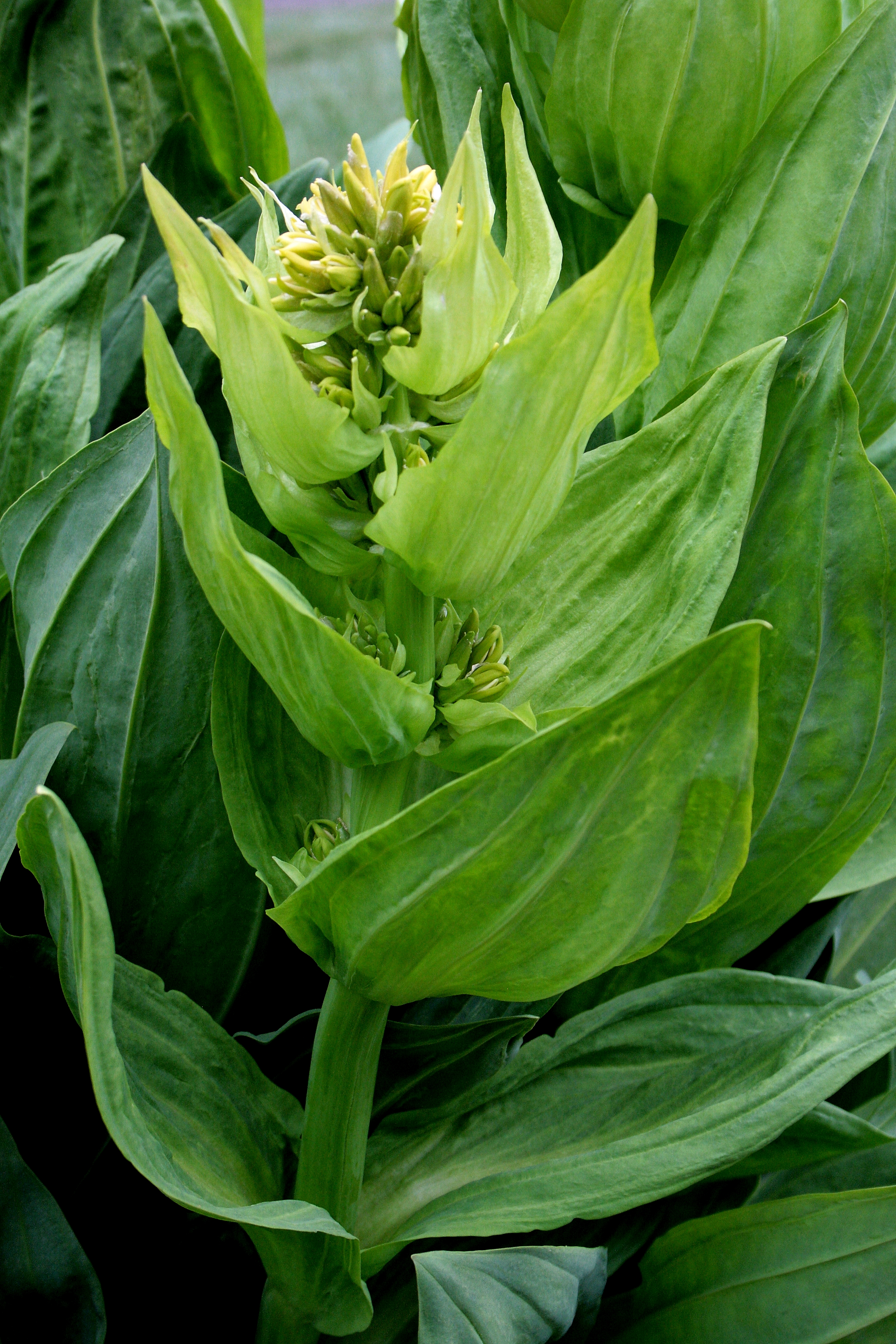
Lá cây mọc đối diện nhau và cuống hoa trước khi nở

Long đởm dễ bị nhầm lẫn với Veratrum album rất độc hại khi không có bông, lá của nó cũng ôm và xám xen kẽ, nhưng không sắp xếp đối diện nhau, mà cứ luân phiên 3 lá sắp xếp lại thành một vòng xoắn.

## Sử dụng
Các bộ phận dưới đất được sử dụng làm thuốc bằng cách phơi khô, cắt nhỏ gọi là rễ long đởm. Chúng rất giàu chất đường (ví dụ gentiobiose) và các chất đắng (gentianophorin và amarogentin). Các chất đắng thực sự ra được dùng để bảo vệ cây khỏi bị súc vật ăn mất. Trong dược phẩm nó được sử dụng như một chất đắng, ví dụ như là một chất kích thích sự thèm ăn, rượu khai vị (như Suze) và rượu mạnh (như rượu long đởm). Cây long đởm cũng được dùng làm thuốc chống sốt; tuy nhiên, hiệu quả chống sốt không thể chứng minh được. Nó được sử dụng chống lại mệt mỏi, suy dinh dưỡng, huyết áp thấp và thiếu thèm ăn trong quá trình hồi phục. Trong y học cổ truyền, nó được sử dụng chống lại sốt, bệnh gút, bệnh lo sợ, sốt rét và ký sinh trùng trong ruột.
Để sản xuất rượu long đởm, chủ yếu là cây long đởm được sử dụng và trồng trọt, hiếm khi dùng các loài tăng trưởng cao khác, chẳng hạn như Gentiana punctata, vì nó có nhiều chất đắng hơn. Thuốc được cất, pha loãng 20 ngàn lần vẫn còn cảm nhận được rõ ràng vị đắng.